# Wil Howard

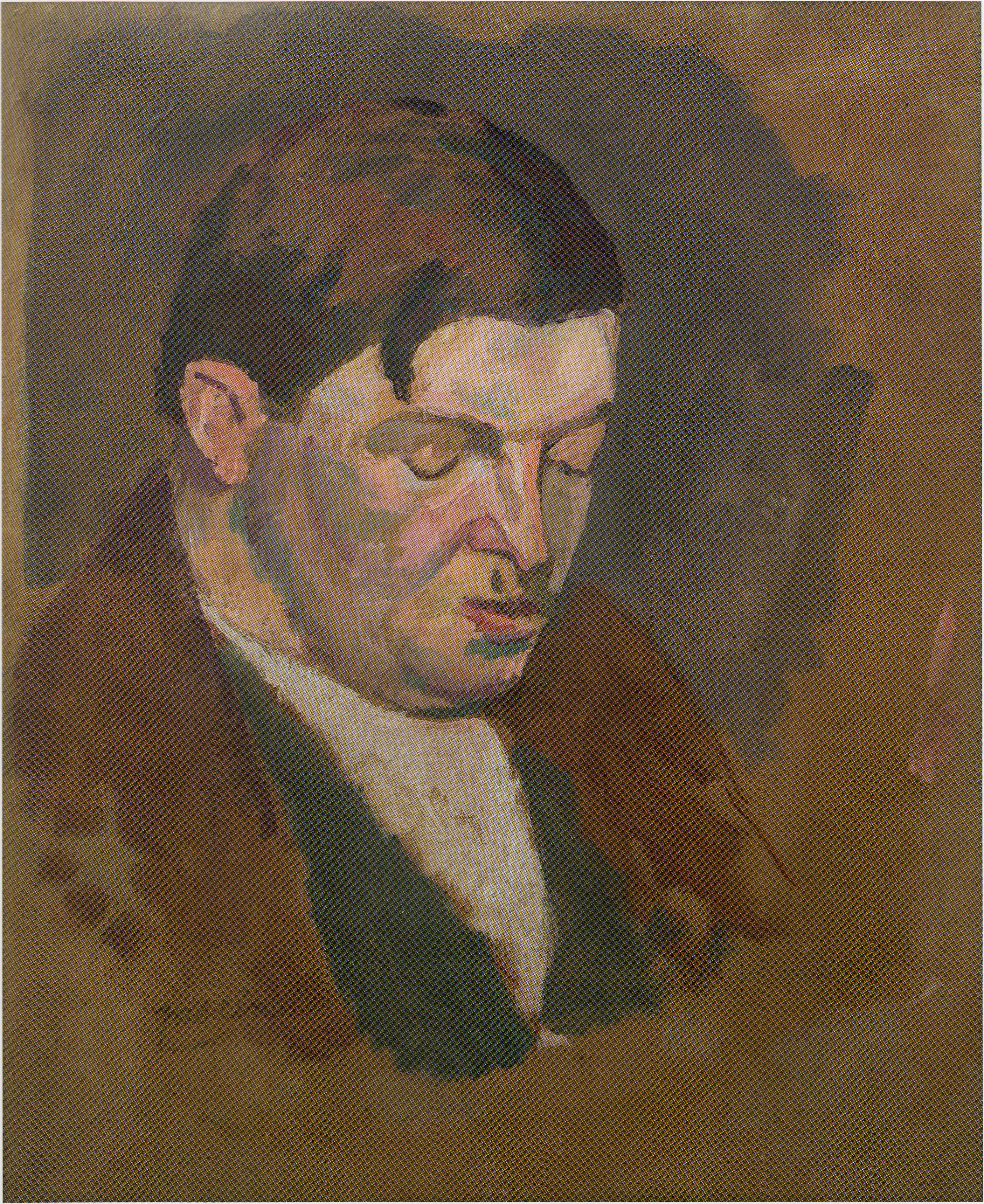
Jules Pascin: Bildnis Wil Howard, 1908

Wilhelm Rudolf Hermann Howard (* 20. März 1879 in Leipzig; † 4. April 1945 in Mittenwald) war ein deutscher Landschafts- und Porträtmaler, Illustrator, Grafiker, Bildhauer und Kunstgewerbler. Als Künstler nannte er sich Wil oder auch Will Howard. Als Illustrator verwendete er die Pseudonyme Toby Flip und Wil de Vray.

## Leben

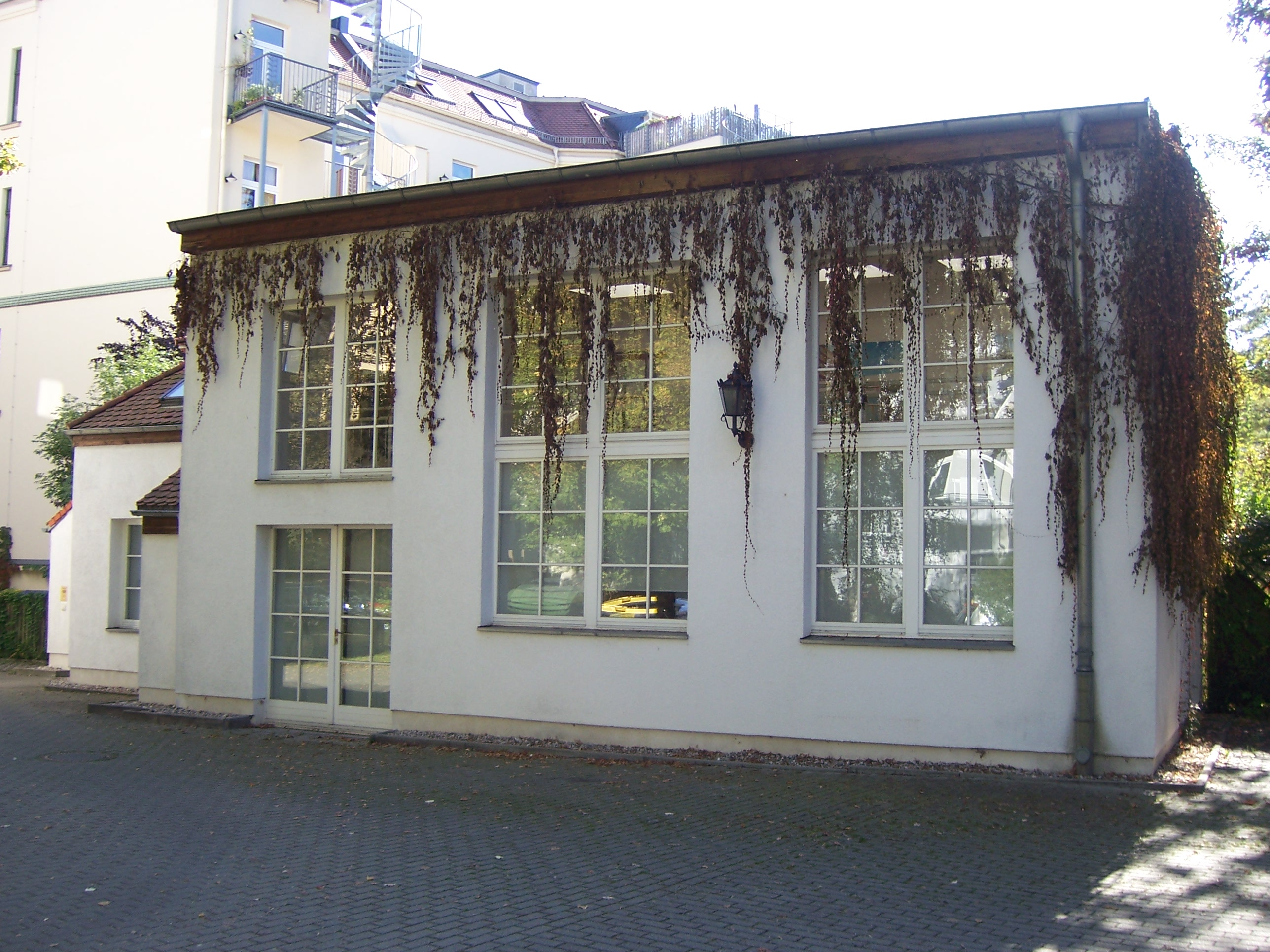
Atelier von Wil Howard, Pölitzstraße 6, Leipzig

Der Sohn des Leipziger Universitätsprofessors Hermann Howard (1848–1919) besuchte von Ostern 1889 bis Pfingsten 1890 die Sexta und Quinta des Königlichen Gymnasiums in Leipzig. Nach Beendigung seiner Schulausbildung besuchte er von 1897 bis 1899 die Kunstakademie Leipzig, wechselte von 1900 bis 1904 an die Kunstakademie München, um schließlich von 1904 bis 1911 seine Studien an der Académie Julian in Paris zu vollenden. In dieser Zeit war er für zwei Jahre Direktor der illustrierten Zeitschrift Le Témoin, für welche er zirka 200 Zeichnungen anfertigte. Er gehörte zu den Mitbegründern jener Künstlergruppe, die sich regelmäßig im Pariser Café du Dôme traf. Außerdem war er Mitglied der Société du Salon d’Automne. Zudem schloss er sich der Leipziger Freimaurerloge Balduin zur Linde an.
1911 kehrte er nach Leipzig zurück. Seine Wohnung und sein Atelier befanden sich zunächst in der Bosestraße 9/II. 1919 erbaute er sich ein eigenes Atelier im Hof des Gebäudes Pölitzstraße 6, im Stadtteil Gohlis, welches später Max Alfred Brumme nutzte. Gemeinsam mit Max Klinger gründete er den Verein Leipziger Jahresausstellung (LIA), zu dessen Vorstand er bis zum Tode Klingers gehörte. Seit 1913 war er zudem Erster Vorsitzender des Leipziger Künstler-Bundes.
Eine im Dezember 1913 veranstaltete Atelierausstellung mit Bildern und Kleinplastik, anlässlich derer ein illustrierter Ausstellungskatalog erschien, machte ihn schnell bekannt.
1932 zog er sich ins oberbayerische Mittenwald zurück, wo er kurz vor dem Ende des Zweiten Weltkrieges einem Herzleiden erlag.

## Künstlerisches Wirken
Howard begann zunächst als Maler von Akten, Stillleben, Porträts und Landschaften, aber auch Hafenbilder gehören zu seinem Genre. Besonders bekannt wurden seine Leipziger Veduten, die seine Pariser Schulung in einer flotten impressionistischen Technik erkennen lassen.
Auf Klingers Rat begann er ab 1911 auch als Bildhauer zu arbeiten. Zudem entwarf er Möbel, Innendekorationen, Bucheinbände und Wappen.

## Werke (Auswahl)

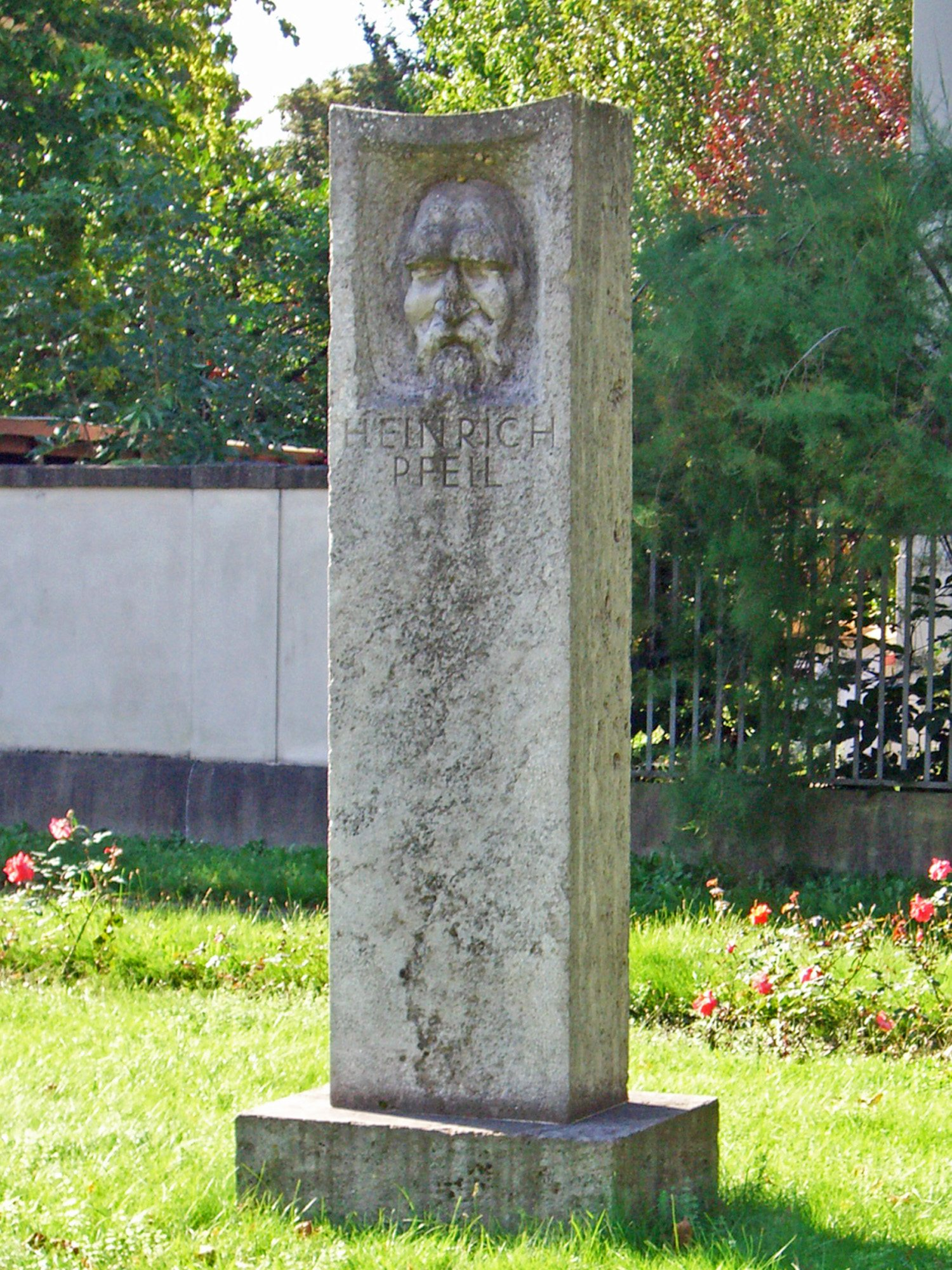
Denkmal für Heinrich Pfeil
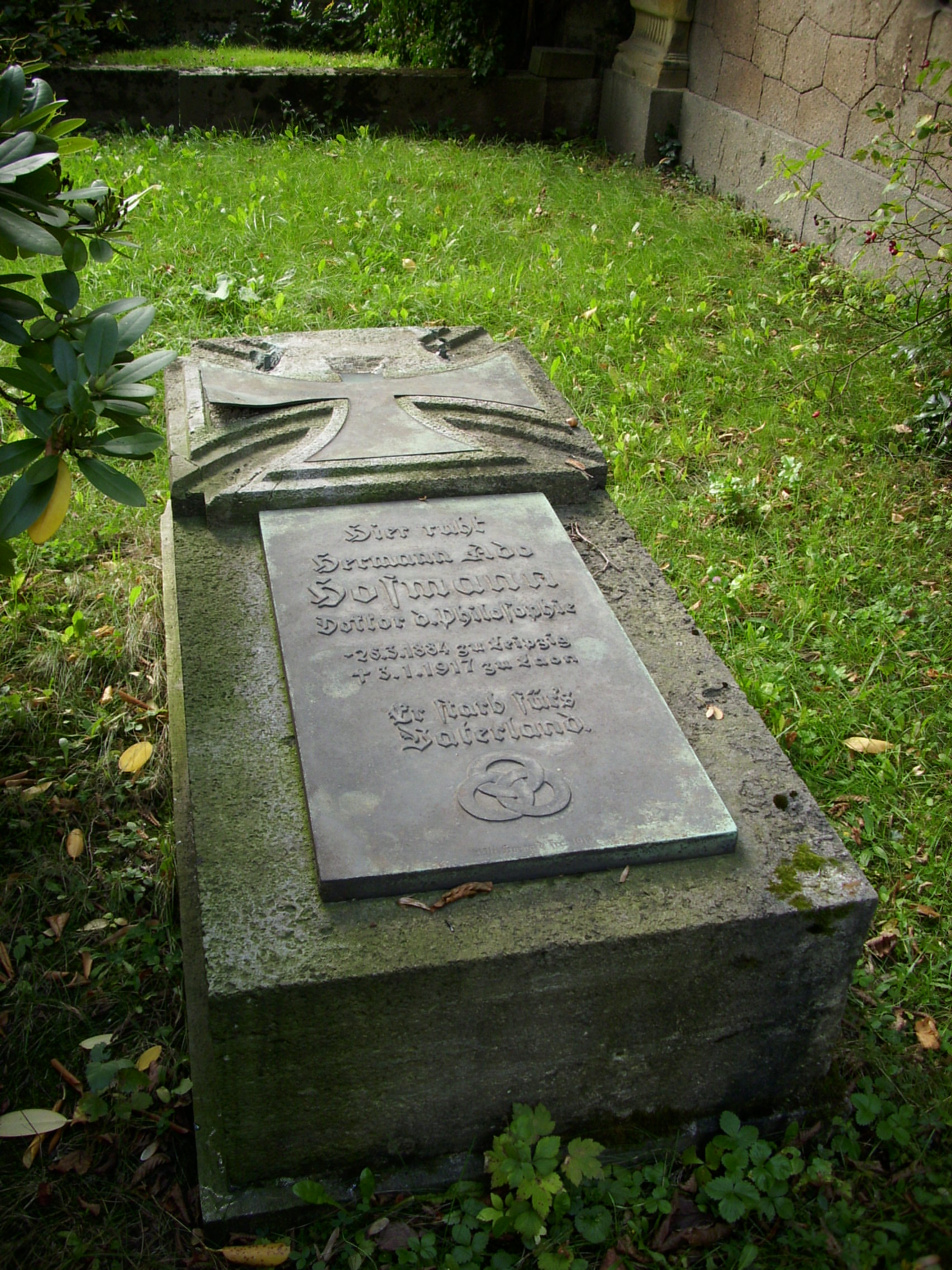
Gedenkplatte für Dr. Ado Hofmann
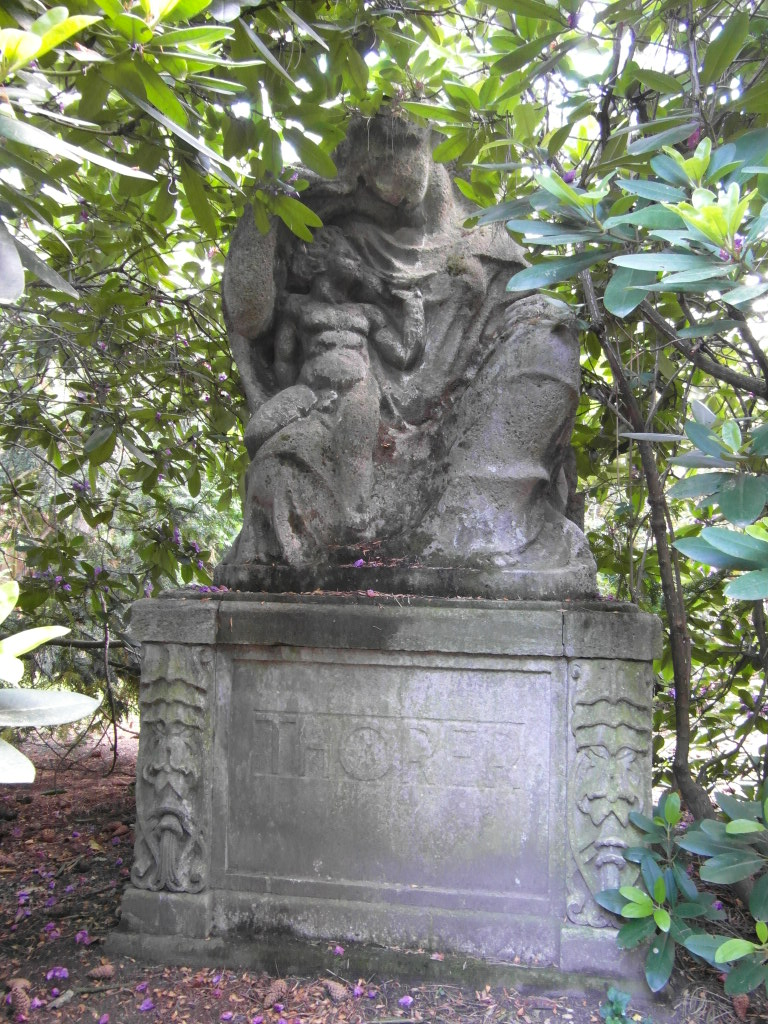
Grabmal Paul Thorer
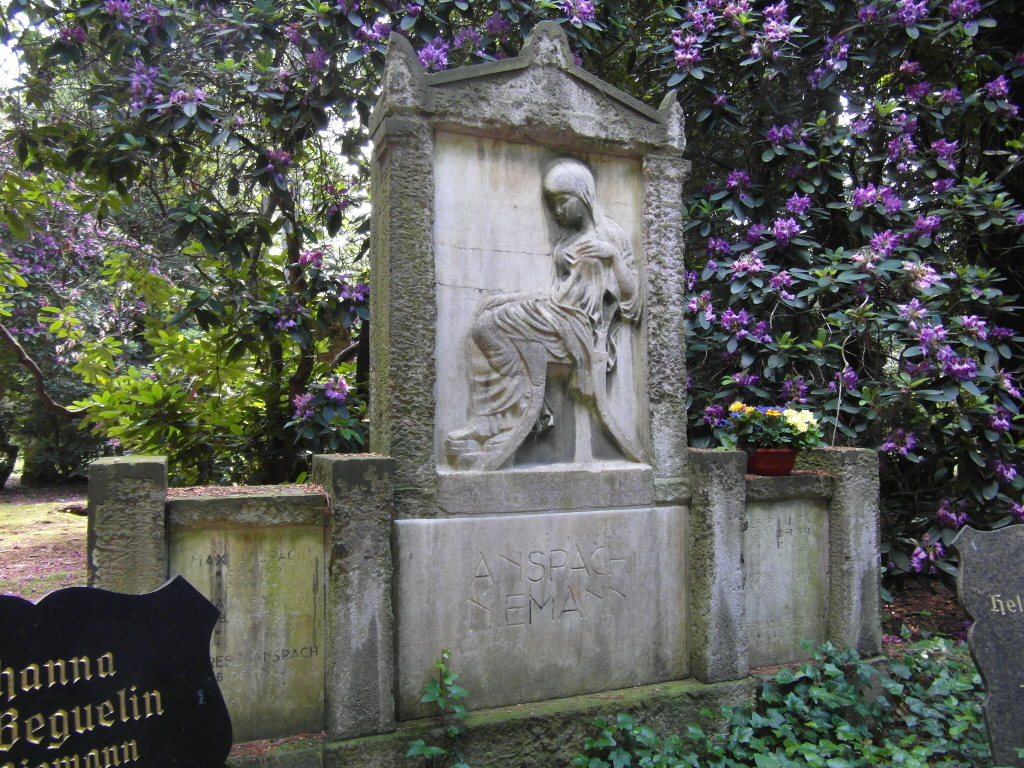
Grabmal Anspach-Niemann
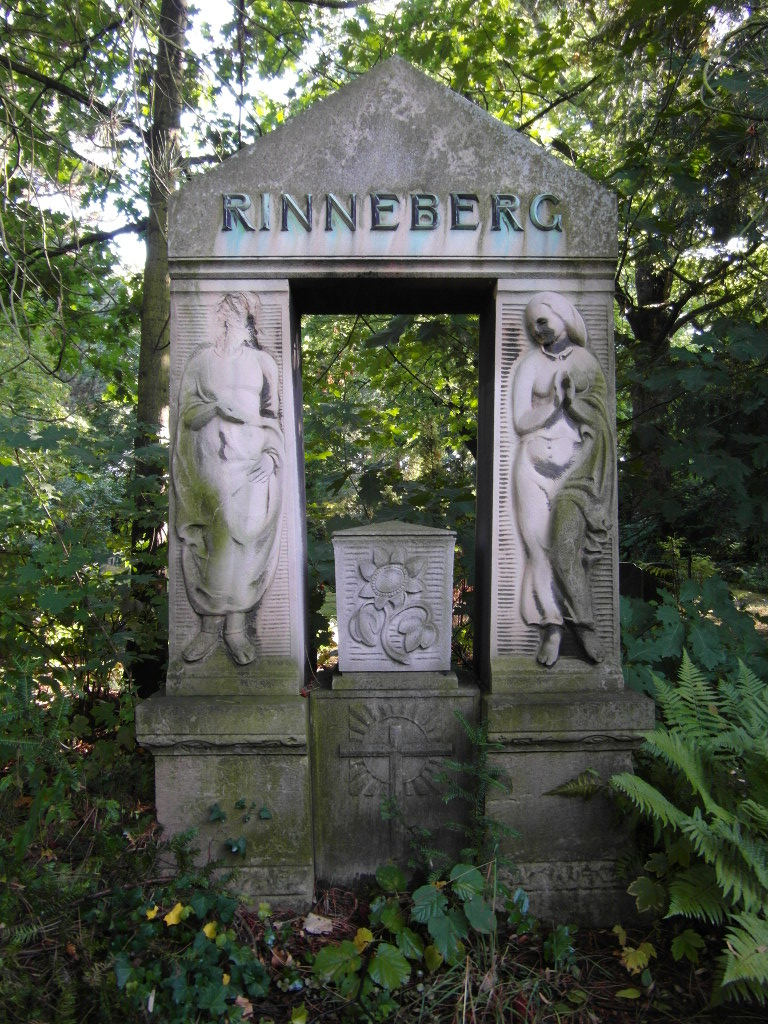
Grabmal Rinneberg
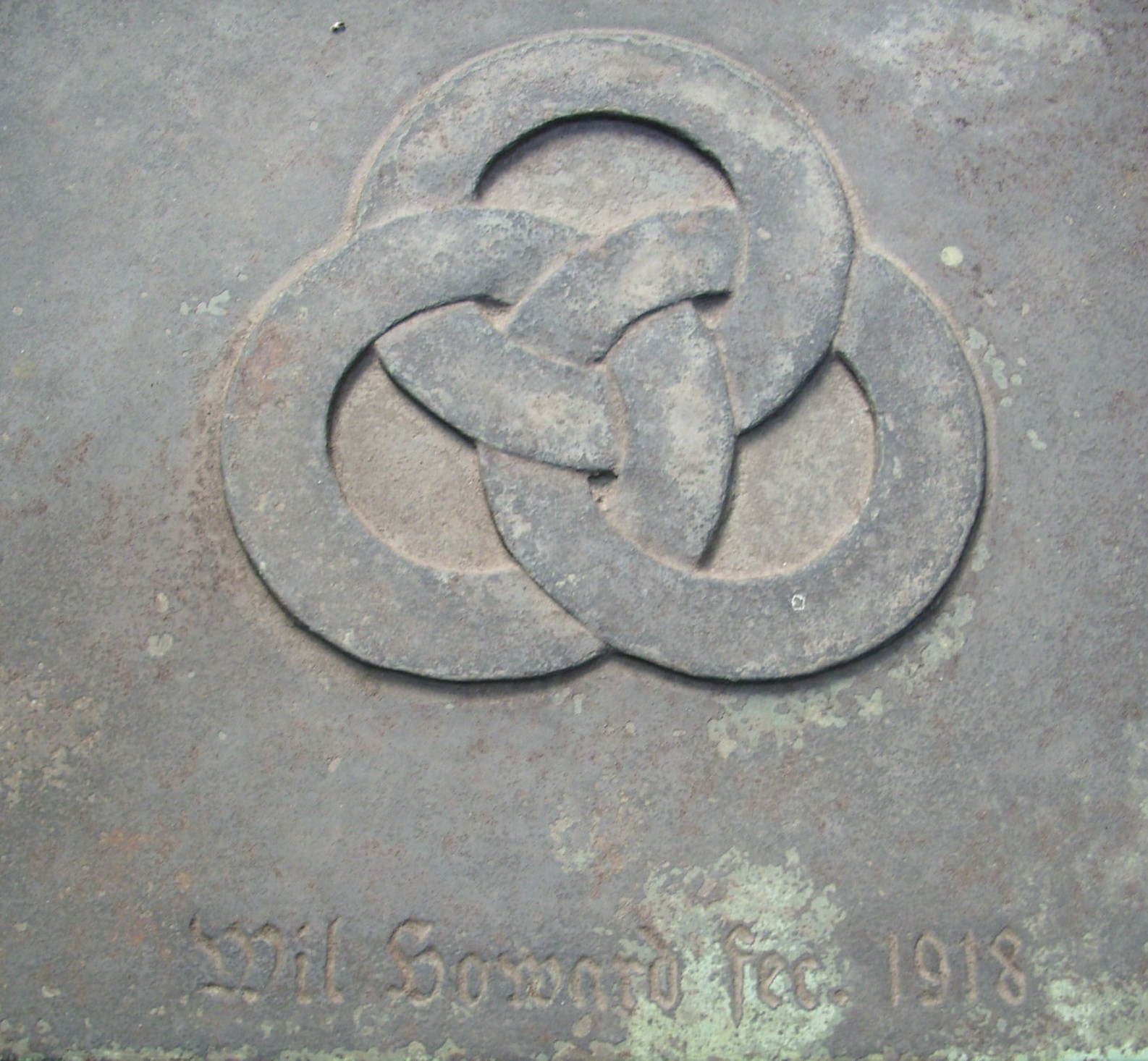
Signet des Künstlers

- 1912: Kalksteinstele für Heinrich Pfeil, Kickerlingsberg 19, Leipzig
- 1912: Porträt Barnet Licht, Stadtgeschichtliches Museum Leipzig
- 1915: Porträt Hans Krug von Nidda, Bronzeplakette, Stadtgeschichtliches Museum Leipzig
- 1918: Gedenkplatte für Dr. phil. Ado Hofmann, Bronze, Südfriedhof Leipzig, I. Abteilung
- 1921: Grabmal für den Rauchwarenhändler Paul Thorer (1858–1920), Südfriedhof Leipzig, XV. Abteilung
- 1921: Büste des Vaters, Geheimrat Prof. Dr. Hermann Howard (ehemals Universität Leipzig)
- 1922: Grabmal Anspach-Niemann, Südfriedhof Leipzig, XVII. Abteilung
- Grabmal Rinneberg, Südfriedhof Leipzig, XII. Abteilung
- Mädchenkopf (Stein); Museum der bildenden Künste Leipzig
- Ehrenmal für das Corps Saxonia Leipzig im Corpshaus
- Ehrenmal für das Königlich Sächsische Ulanen-Regiment Nr. 18, Südfriedhof Leipzig (beräumt)
- Karl Marx und Friedrich Engels, Bronzeskulptur, Prager Museum des Kommunismus

Publikationen
- Mittenwald. Meine Liebe. Eine Auswahl von 6 aus den Zeichnungen, Kunststube, Mittenwald 1934